# From Nashville to Memphis: The Essential ’60s Masters
«From Nashville To Memphis: The Essential 60s Masters» — (с англ. — «От Нашвилла до Мемфиса: Основная коллекция 60-х») — бокс-сет американского музыканта Элвиса Пресли, вышедший в 1993 году, на котором собраны композиции, созданные музыкантом в 1960-е годы. Издание включает в себя студийные записи, альтернативные треки и записи из альбомов-саундтреков к фильмам, в которых музыкант активно снимался в 60-е годы. Бокс-сет выпущен в 1993 году под лейблом «RCA Records» и имеет номер в музыкальном каталоге — 66160-2. Бокс-сет оформлен рисунками и содержит цветной буклет с редкими фотографиями, дискографию музыканта '60s и список музыкальных сессий, а также страницу цветных почтовых марок с изображением обложек 36 музыкальных альбомов Пресли с примечаниями Питера Гуральника.

## Об альбоме
Бокс-сет включает композиции, записанные Пресли в течение десятилетия и выпущенный при жизни музыканта, за исключением музыкальных сессий для записи альбомов-саундтреков и телевидения. В издание не были включены госпел-записи Пресли и «живые» выступления музыканта.
Первые четыре диска, включая первые девять треков пятого диска представляют студийные записи студии в хронологическом порядке проведённых музыкальных сессий. Первые восемнадцать треков — из альбома Elvis Is Back! (1960), включая три сингла, достигших пика в музыкальных чартах: «Stuck on You», «It’s Now or Never» и «Are You Lonesome Tonight?»; наряду с их b-сторонами. На первых трёх дисках содержатся одни из наиболее популярных записей музыканта в те годы: «Surrender», «His Latest Flame», «Little Sister», «Suspicion», «She’s Not You», кавер-версию песни Боба Дилана «Tomorrow Is a Long Time» и «U.S. Male». Третий диск включает две ранее невыпущенные записи, невыпущенные альтернативные треки, и три неотредактированных версии песен, включая длинную версию музыкального попурри «Guitar Man»/«What'd I Say».
На четвёртом диске, включая первые девять треков пятого диска содержится вся выпущенная продукция мемфисских музыкальных сессий, сделанных на студии «American studios» и вошедших в студийные альбомы: From Elvis In Memphis (1969) и Back In Memphis (1969), а также некоторые синглы 60-х, включая хит Мака Дэвиса — Suspicious Minds. Пятый диск также содержит девять ранее невыпущенных альтернативных треков, неизданную версию песни Чака Берри — «Memphis Tennessee», невыпущенные записи мемфисских сессий, недублированную версию хита-сингла «It’s Now or Never», занимавшего #1 в музыкальных чартах 1960 года, а также запись дуэта Пресли с Фрэнком Синатрой — «Love Me Tender»/«Witchcraft». Последняя, впервые была исполнена на телевизионном концерте Синатры — Welcome Home, Elvis!, посвящённого возвращению Пресли из армии в начале 1960-го года. Концерт транслировался на телекомпании «ABC» и проходил в Отеле Фонтенбло (Майами, штат Флорида).
Дуэт Синатра/Пресли записан в Отеле Фонтенбло (Майами, штат Флорида). Все другие записи сделаны на студии «RCA Studio B» в Нашвилле, штат Теннесси и в «American Studios» в Мемфисе, Теннесси. Продюсеры оригинальных записей: Стив Шолз, Чет Аткинс, Фелтон Джарвис и Чипс Моман.

## Список композиций
Позиции в чартах для LP-альбомов из «Billboard Top Pop Albums»; позиции синглов «Billboard Pop Singles». Определённые треки, названные невыпущенными указаны на упаковках CD-дисков, являются неотредактированными треками. Они обозначены звёздочкой и перечислены с указанием информацией оригинального выпуска. К концу 1968 года, Billboard упразднил b-стороны этих синглов.

### Диск 1

Обложка I диска

| №   | Название                                                    | Композитор(ы)                                 | Длительность |
| --- | ----------------------------------------------------------- | --------------------------------------------- | ------------ |
| 1.  | «Make Me Know It» (из альбома Elvis Is Back!)               | Otis Blackwell                                | 2:31         |
| 2.  | «Soldier Boy» (из альбома Elvis Is Back!)                   | David Jones, Theodore Williams Jr.            | 1:55         |
| 3.  | «Stuck on You»                                              | Aaron Schroeder, S. Leslie McFarland          | 2:18         |
| 4.  | «Fame and Fortune»                                          | Fred Wise, Ben Weisman                        | 2:30         |
| 5.  | «A Mess of Blues»                                           | Doc Pomus, Mort Shuman                        | 2:39'        |
| 6.  | «It Feels So Right» (из альбома Elvis Is Back!)             | Fred Wise, Ben Weisman                        | 2:31         |
| 7.  | «Fever» (из альбома Elvis Is Back!)                         | John Davenport, Eddie Cooley                  | 2:58         |
| 8.  | «Like A Baby» (из альбома Elvis Is Back!)                   | Jesse Stone                                   | 2:24         |
| 9.  | «It’s Now or Never»                                         | Eduardo di Capua, Aaron Schroeder, Wally Gold | 3:15         |
| 10. | «The Girl of My Best Friend» (из альбома Elvis Is Back!)    | Beverly Ross, Sam Bobrick                     | 2:21         |
| 11. | «Dirty Dirty Feeling» (из альбома Elvis Is Back!)           | Jerry Leiber, Mike Stoller                    | 2:12         |
| 12. | «Thrill of Your Love» (из альбома Elvis Is Back!)           | Stan Kesler                                   | 2:38         |
| 13. | «I Gotta Know»                                              | Paul Evans, Matt Williams                     | 2:15         |
| 14. | «Such A Night» (из альбома Elvis Is Back!)                  | Lincoln Chase                                 | 2:15         |
| 15. | «Are You Lonesome Tonight?»                                 | Lou Handman, Roy Turk                         | 3:05         |
| 16. | «Girl Next Door Went a-Walking» (из альбома Elvis Is Back!) | Bill Rise, Thomas Wayne                       | 2:24         |
| 17. | «I Will Be Home Again» (из альбома Elvis Is Back!)          | Bennie Benjamin, Raymond Leveen, Lou Singer   | 2:28         |
| 18. | «Reconsider Baby» (из альбома Elvis Is Back!)               | Lowell Fulsom                                 | 2:31         |
| 19. | «Surrender»                                                 | Doc Pomus, Mort Shuman                        | 1:51         |
| 20. | «I'm Comin' Home» (из альбома Something For Everybody)      | Charlie Rich                                  | 2:20         |
| 21. | «Gently» (из альбома Something For Everybody)               | Murray Wisell, Edward Lisbona                 | 2:15         |
| 22. | «In Your Arms» (из альбома Something For Everybody)         | Aaron Schroeder, Wally Gold                   | 1:50         |
| 23. | «Give Me the Right» (из альбома Something For Everybody)    | Fred Wise, Norman Blagman                     | 2:32         |
| 24. | «I Feel So Bad»                                             | Chuck Willis                                  | 2:53         |
| 25. | «It's A Sin» (из альбома Something For Everybody)           | Fred Rose, Zeb Turner                         | 2:39         |
| 26. | «I Want You With Me» (из альбома Something For Everybody)   | Woody Harris                                  | 2:13         |
| 27. | «There's Always Me» (из альбома Something For Everybody)    | Don Robertson                                 | 2:16         |

### Диск 2

Обложка II диска

| №   | Название                                                              | Композитор(ы)                          | Длительность |
| --- | --------------------------------------------------------------------- | -------------------------------------- | ------------ |
| 1.  | «Starting Today» (из альбома Something For Everybody)                 | Don Robertson                          | 2:03         |
| 2.  | «Sentimental Me» (из альбома Something For Everybody)                 | James T. Morehead, James Cassin        | 2:31         |
| 3.  | «Judy» (из альбома Something For Everybody)                           | Teddy Redell                           | 2:10         |
| 4.  | «Put the Blame On Me» (из альбома Something For Everybody)            | Fred Wise, Kay Twomey, Norman Blagman  | 1:57         |
| 5.  | «Kiss Me Quick» (из альбома Pot Luck with Elvis)                      | Doc Pomus, Mort Shuman                 | 2:46         |
| 6.  | «That's Someone You Never Forget» (из альбома Pot Luck with Elvis)    | Red West и Elvis Presley               | 2:47         |
| 7.  | «I'm Yours» (из альбома Pot Luck with Elvis)                          | Hal Blair, Don Robertson               | 2:21         |
| 8.  | «(Marie’s the Name of) His Latest Flame»                              | Doc Pomus, Mort Shuman                 | 2:07         |
| 9.  | «Little Sister»                                                       | Doc Pomus, Mort Shuman                 | 2:30         |
| 10. | «For the Millionth and Last Time» (из альбома Elvis For Everyone)     | Roy C. Bennett, Sid Tepper             | 2:05         |
| 11. | «Good Luck Charm»                                                     | Aaron Schroeder, Wally Gold            | 2:23         |
| 12. | «Anything That's Part of You»                                         | Don Robertson                          | 2:04         |
| 13. | «I Met Her Today» (из альбома Elvis For Everyone)                     | Hal Blair, Don Robertson               | 2:42         |
| 14. | «Night Rider» (из альбома Pot Luck with Elvis)                        | Doc Pomus, Mort Shuman                 | 2:08         |
| 15. | «Something Blue» (из альбома Pot Luck with Elvis)                     | Paul Evans, Al Byron                   | 2:57         |
| 16. | «Gonna Get Back Home Somehow» (из альбома Pot Luck with Elvis)        | Doc Pomus, Mort Shuman                 | 2:27         |
| 17. | «(Such An) Easy Question» (из альбома Pot Luck with Elvis)            | Otis Blackwell, Winfield Scott         | 2:18         |
| 18. | «Fountain of Love» (из альбома Pot Luck with Elvis)                   | Bill Giant, Jeff Lewis                 | 2:12         |
| 19. | «Just for Old Time Sake» (из альбома Pot Luck with Elvis)             | Roy C. Bennett, Sid Tepper             | 2:08         |
| 20. | «You'll Be Gone»                                                      | Red West, Charlie Hodge, Elvis Presley | 2:23         |
| 21. | «I Feel That I've Known You Forever» (из альбома Pot Luck with Elvis) | Doc Pomus, Alan Jeffreys               | 1:39         |
| 22. | «Just Tell Her Jim Said Hello»                                        | Jerry Leiber, Mike Stoller             | 1:51         |
| 23. | «Suspicion» (из альбома Pot Luck with Elvis)                          | Doc Pomus, Mort Shuman                 | 2:34         |
| 24. | «She’s Not You»                                                       | Doc Pomus, Jerry Leiber, Mike Stoller  | 2:08         |
| 25. | «Echoes of Love» (из альбома Kissin' Cousins)                         | Bob Roberts, Paddy McMains             | 2:38         |
| 26. | «Please Don't Drag That String Around»                                | Otis Blackwell, Winfield Scott         | 1:53         |
| 27. | «(You're the) Devil in Disguise»                                      | Bernie Baum, Bill Giant, Florence Kaye | 2:20         |
| 28. | «Never Ending»                                                        | Buddy Kaye, Phil Springer              | 1:57         |
| 29. | «What Now, What Next, Where To» (из альбома Double Trouble)           | Hal Blair, Don Robertson               | 1:56         |
| 30. | «Witchcraft»                                                          | Dave Bartholomew, Pearl King           | 2:17         |
| 31. | «Finders Keepers Losers Weepers» (из альбома Elvis For Everyone)      | Dory Jones, Ollie Jones                | 1:47         |
| 32. | «Love Me Tonight» (из альбома Fun In Acapulco)                        | Don Robertson                          | 2:00         |

### Диск 3

Обложка III диска

| №   | Название                                                         | Композитор(ы)                                            | Длительность |
| --- | ---------------------------------------------------------------- | -------------------------------------------------------- | ------------ |
| 1.  | «(It's A) Long Lonely Highway» (из альбома Kissin' Cousins)      | Doc Pomus, Mort Shuman                                   | 2:20         |
| 2.  | «Western Union» (из альбома Speedway)                            | Roy C. Bennett, Sid Tepper                               | 2:09         |
| 3.  | «Slowly but Surely» (из альбома Fun In Acapulco)                 | Sid Wayne, Ben Weisman                                   | 2:13         |
| 4.  | «Blue River»                                                     | Paul Evans, Fred Tobias                                  | 1:32         |
| 5.  | «Memphis Tennessee» (из альбома Elvis For Everyone)              | Chuck Berry                                              | 2:08         |
| 6.  | «Ask Me»                                                         | Domenico Modugno, Bernie Baum, Bill Giant, Florence Kaye | 2:05         |
| 7.  | «It Hurts Me»                                                    | Joy Byers, Charlie Daniels                               | 2:27         |
| 8.  | «Down in the Alley» (из альбома Spinout)                         | Jesse Stone                                              | 2:48         |
| 9.  | «Tomorrow Is a Long Time» (из альбома Spinout)                   | Bob Dylan                                                | 5:20         |
| 10. | «Love Letters»                                                   | Edward Heyman, Виктор Янг                                | 2:50         |
| 11. | «Beyond the Reef» (ранее невыпущенный)                           | Jack Pitman                                              | 3:03         |
| 12. | «Come What May» (невыпущенный альтернативный трек)               | Frank Tableporter                                        | 1:58         |
| 13. | «Fools Fall in Love»                                             | Jerry Leiber, Mike Stoller                               | 2:04         |
| 14. | «Indescribably Blue»                                             | Darrell Glenn                                            | 2:47         |
| 15. | «I'll Remember You» (из альбома Spinout)                         | Kui Lee                                                  | 4:05         |
| 16. | «If Every Day Was Like Christmas»                                | Red West                                                 | 2:42         |
| 17. | «Suppose» (ранее невыпущенный)                                   | Sylvia Dee, George Goehring                              | 3:01         |
| 18. | «Guitar Man/ What'd I Say» (из альбома Elvis Is Back!)           | Jerry Reed / Ray Charles                                 | 2:57         |
| 19. | «Big Boss Man»                                                   | Luther Dixon, Al Smith                                   | 2:50         |
| 20. | «Mine» (из альбома Speedway)                                     | Roy C. Bennett, Sid Tepper                               | 2:35         |
| 21. | «Just Call Me Lonesome» (из альбома Clambake)                    | Rex Griffin                                              | 2:05         |
| 22. | «Hi-Heel Sneakers»                                               | Robert Higginbotham                                      | 4:46         |
| 23. | «You Don't Know Me»                                              | Cindy Walker, Eddy Arnold                                | 2:27         |
| 24. | «Singing Tree» (из альбома Clambake)                             | A.L. Owens, A.C. Solberg                                 | 2:17         |
| 25. | «Too Much Monkey Business» (из альбома Elvis Sings Flaming Star) | Chuck Berry                                              | 2:29         |
| 26. | «U.S. Male»                                                      | Jerry Reed                                               | 2:42         |

### Диск 4

Обложка IV диска

| №   | Название                                                                | Композитор(ы)                               | Длительность |
| --- | ----------------------------------------------------------------------- | ------------------------------------------- | ------------ |
| 1.  | «Long Black Limousine» (из альбома From Elvis In Memphis)               | Bobby George, Vern Stovall                  | 3:37         |
| 2.  | «This Is the Story» (из альбома Back In Memphis)                        | Calvin Arnold, David Martin, Geoff Morrow   | 2:28         |
| 3.  | «Wearin' That Loved On Look»                                            | A.L. Owens, Dallas Frazier                  | 2:44         |
| 4.  | «You'll Think of Me» (из альбома Back In Memphis)                       | Mort Shuman                                 | 3:58         |
| 5.  | «A Little Bit of Green» (из альбома Back In Memphis)                    | Calvin Arnold, David Martin, Geoff Morrow   | 3:21         |
| 6.  | «I'm Movin' On» (из альбома From Elvis In Memphis)                      | Hank Snow                                   | 2:52         |
| 7.  | «Gentle On My Mind» (из альбома From Elvis In Memphis)                  | John Hartford                               | 3:20         |
| 8.  | «Don't Cry Daddy»                                                       | Mac Davis                                   | 2:46         |
| 9.  | «Inherit the Wind» (из альбома Back In Memphis)                         | Eddie Rabbitt                               | 2:56         |
| 10. | «Mama Liked the Roses»                                                  | John Christopher                            | 2:47         |
| 11. | «My Little Friend»                                                      | Shirl Milete                                | 2:43         |
| 12. | «In the Ghetto»                                                         | Mac Davis                                   | 2:45         |
| 13. | «Rubberneckin'»                                                         | Dory Jones, Bunny Warren                    | 2:09         |
| 14. | «From A Jack To A King» (из альбома Back In Memphis)                    | Ned Miller                                  | 2:23         |
| 15. | «Hey Jude» (из альбома Elvis Now)                                       | John Lennon, Paul McCartney                 | 4:29         |
| 16. | «Without Love» (из альбома Back In Memphis)                             | Danny Small                                 | 2:51         |
| 17. | «I'll Hold You In My Heart» (из альбома From Elvis In Memphis)          | Eddy Arnold, Thomas Dilbeck, Vaughan Horton | 4:32         |
| 18. | «I'll Be There» (из альбома Let's Be Friends)                           | Bobby Darin                                 | 2:21         |
| 19. | «Suspicious Minds»                                                      | Mark James                                  | 3:28         |
| 20. | «True Love Travels On A Gravel Road» (из альбома From Elvis In Memphis) | Dallas Frazier, A.L. Owens                  | 2:37         |
| 21. | «Stranger In My Own Home Town» (из альбома Back In Memphis)             | Percy Mayfield                              | 4:23         |
| 22. | «And the Grass Won't Pay No Mind» (из альбома Back In Memphis)          | Neil Diamond                                | 3:08         |
| 23. | «Power of My Love» (из альбома From Elvis In Memphis)                   | Bernie Baum, Bill Giant, Florence Kaye      | 2:34         |

### Диск 5

Обложка V диска

| №   | Название                                                         | Композитор(ы)                                          | Длительность |
| --- | ---------------------------------------------------------------- | ------------------------------------------------------ | ------------ |
| 1.  | «After Loving You» (из альбома From Elvis In Memphis)            | Janet Lantz, Eddie Miller                              | 3:05         |
| 2.  | «Do You Know Who I Am» (из альбома Back In Memphis)              | Bobby Russell                                          | 2:47         |
| 3.  | «Kentucky Rain»                                                  | Eddie Rabbitt, Dick Heard                              | 3:14         |
| 4.  | «Only the Strong Survive» (из альбома From Elvis In Memphis)     | Jerry Butler, Kenny Gamble, Leon Huff                  | 2:40         |
| 5.  | «It Keeps Right On A-Hurtin'» (из альбома From Elvis In Memphis) | Johnny Tillotson                                       | 2:36         |
| 6.  | «Any Day Now» (из альбома From Elvis In Memphis)                 | Burt Bacharach, Bob Hilliard                           | 2:58         |
| 7.  | «If I'm A Fool (For Loving You)» (из альбома Let's Be Friends)   | Stan Kesler                                            | 2:43         |
| 8.  | «The Fair Is Moving On»                                          | Guy Fletcher, Doug Flett                               | 3:07         |
| 9.  | «Who Am I?» (из альбома You'll Never Walk Alone)                 | Charles Rusty Goodman                                  | 2:07         |
| 10. | «This Time/I Can't Stop Loving You» (ранее невыпущенный)         | Chips Moman/Don Gibson                                 | 3:50         |
| 11. | «In the Ghetto» (ранее невыпущенный)                             | Mac Davis                                              | 2:46         |
| 12. | «Suspicious Minds» (ранее невыпущенный)                          | Mark James                                             | 3:14         |
| 13. | «Kentucky Rain» (ранее невыпущенный)                             | Eddie Rabbitt, Dick Heard                              | 3:10         |
| 14. | «Big Boss Man» (ранее невыпущенный)                              | Luther Dixon, Al Smith                                 | 3:36         |
| 15. | «Down in the Alley» (ранее невыпущенный)                         | Jesse Stone                                            | 3:11         |
| 16. | «Memphis Tennessee» (ранее невыпущенный)                         | Chuck Berry                                            | 2:12         |
| 17. | «I'm Yours» (ранее невыпущенный)                                 | Hal Blair, Don Robertson                               | 2:17         |
| 18. | «(Marie's the Name of) His Latest Flame» (ранее невыпущенный)    | Doc Pomus, Mort Shuman                                 | 2:00         |
| 19. | «That's Someone You Never Forget» (ранее невыпущенный)           | Red West, Elvis Presley                                | 2:38         |
| 20. | «Surrender» (ранее невыпущенный)                                 | Doc Pomus, Mort Shuman                                 | 1:50         |
| 21. | «It’s Now or Never» (ранее невыпущенная версия)                  | Aaron Schroeder, Wally Gold                            | 3:14         |
| 22. | «Love Me Tender / Witchcraft» (ранее невыпущенный)               | Vera Matson и Elvis Presley/Cy Coleman и Carolyn Leigh | 1:42         |

## Участники записи
| - Элвис Пресли — вокал, гитара, фортепиано - Скотти Мур — гитара - Ханк Гарланд — гитара, бэк-вокал - Чип Янг — гитара - Нил Мэттьюс — гитара - Гарольд Бредли — гитара - Греди Мартин — гитара - Джерри Рид — гитара, вибрафон - Джерри Кеннеди — гитара - Чарли Маккой — гитара, орган, гармоника - Пит Дрейк — гавайская гитара - Флойд Крамер — фортепиано, орган - Дэвид Бриггс — фортепиано, орган - Гордон Стокер — фортепиано - Генри Слоутер — фортепиано, орган - Хойт Хоккинс — орган - Боб Мур — бас-гитара - Генри Стрелецкий — бас-гитара - Доминик Фонтана — барабаны - Бадди Харман — барабаны, литавры - Бутс Рендольф — саксофон, вибрафон, шейкер - Руфус Лонг — саксофон - Рэй Стивенс — труба | - The Jordanaires — бэк-вокалы - The Imperials — бэк-вокалы - Милли Киркхем — бэк-вокал - Долорес Эджин — бэк-вокал - Джун Пейдж — бэк-вокал - Регги Янг — гитара - Ден Пен — гитара - Бобби Вуд — фортепиано - Бобби Эммонс — орган - Томми Когбилл — бас-гитара - Майк Лич — бас-гитара - Джин Крисмен — барабаны - Эд Коллис — гармоника - Джо Бэккок — бэк-вокал - Мэри Грин — бэк-вокал - Чарли Хадж — бэк-вокал - Джинджер Холидей — бэк-вокал - Сьюзан Пилкингтон — бэк-вокал - Сэнди Поси — бэк-вокал - Донна Татчер — бэк-вокал - Харшелл Вигинтон — бэк-вокал |